# A Foozle at the Tee Party
A Foozle at the Tee Party er en amerikansk stumfilm fra 1915 af Hal Roach.

## Medvirkende
- Harald Lloyd som Luke.
- Snub Pollard.
- Gene Marsh.
- Bebe Daniels.
- Arthur Harrison.